# Капілярний віскозиметр

У капілярних віскозиметрах принцип визначення в'язкості ґрунтується на вимірюванні часу протікання заданого об'єму рідини через вузький отвір або трубку, при заданій різниці тисків. Найчастіше рідина з резервуару витікає під дією власної ваги. За цим принципом діють віскозиметри Енглера та Оствальда. Капілярний віскозиметр є достатньо точним і універсальним, з його допомогою вимірюється в'язкість від 10 мкПа∙с(гази) до 10 кПа∙с. Використовують віскозиметри за ASTM D 445(ГОСТ 33). В'язкість бурових розчинів визначають також в умовних одиницях — секундах — за часом витікання певного обсягу розчину з лійки приладу СПВ-5 через трубку з отвором діаметром 5 мм.
Основною відмінністю є наявність у вимірювальній трубці не постійного, а змінного стовпа суспензії, висота якого (Н) залежить від швидкості витоку суспензії через затоплену батарею патрубків. 
Датчик в’язкості складається з приймального пристрою (1), що працює з переливом, заспокоювача потоку (2) і втулки з каліброваним отвором (3), що забезпечує постійну витрату суспензії у вимірювальну трубу (4).
Суспензія з труби протікає через батарею патрубків (5), розміщену в компенсаційній воронці (6). 
Висота стовпа суспензії (Н), що характеризує опір руху суспензії через патрубки, а отже, і її в’язкість, вимірюється дифманометром через кільцеву камеру відбору тиску (7).